# Dreamland Egypt Classic
Il Dreamland Egypt Classic è stato un torneo femminile di tennis che si è disputato a Il Cairo in Egitto.
Questo torneo era giocato sulla terra rossa.

## Albo d'oro

### Singolare
| Anno         | Campionessa             | Finalista     | Punteggio |
| ------------ | ----------------------- | ------------- | --------- |
| ↓ Tier III ↓ |                         |               |           |
| 1999         | Arantxa Sánchez-Vicario | Irina Spîrlea | 6–1, 6–0  |

### Doppio
| Anno         | Campionesse                                 | Finaliste                    | Punteggio     |
| ------------ | ------------------------------------------- | ---------------------------- | ------------- |
| ↓ Tier III ↓ |                                             |                              |               |
| 1999         | Laurence Courtois / Arantxa Sánchez-Vicario | Irina Spîrlea / Caroline Vis | 5–7, 6–2, 7–6 |